# Jorge Azkoitia Gabiola
Jorge Azkoitia Gabiola (Bilbao, 27 d'abril de 1974) és un futbolista basc, que ocupa la posició de migcampista.

## Trajectòria esportiva
Comença a destacar al conjunt del Sestao SC, amb qui debutaria a Segona Divisió la temporada 95/96. Quan a l'estiu de 1996 l'equip desapareix, Azkoitia fitxa pel Deportivo Alavés, també a la categoria d'argent. El migcampista seria una peça clau en l'ascens dels vitorians a la màxima categoria, l'any 1998, jugant 39 partits i marcant 4 gols.
A primera divisió, l'aportació del bilbaí aniria de més a menys, passant a la suplència. El 2001 recala en el Rayo Vallecano, on gaudiria de més minuts, però sense acabar d'aconseguir un lloc a l'onze inicial. Amb el Rayo viu dos descensos consecutius, de Primera a Segona B.
Després de dues bones temporades a l'Elx CF i a la SD Eibar, el 2006 s'incorpora a l'Alacant CF. L'equip valencià jugava a la Segona B, i el 2008 assoleix l'ascens a la categoria d'argent. Un pas fugaç, de només una campanya, en la qual Azkoitia disputa 33 partits i marca 9 gols.